# Microcharon latus
Microcharon latus är en kräftdjursart som beskrevs av Stanko Karaman 1934. Microcharon latus ingår i släktet Microcharon och familjen Microparasellidae.

## Underarter
Arten delas in i följande underarter:
- M. l. latus
- M. l. prespensis